# Grané
Pedro Grané (ur. 10 listopada 1897, zm. 1985) – piłkarz brazylijski znany jako Grané, obrońca.
Urodzony w São Paulo Grané w latach 1917–1923 występował w klubie Ypiranga São Paulo.
Jako piłkarz klubu Ypiranga był w kadrze reprezentacji podczas turnieju Copa América 1922, gdzie Brazylia zdobyła mistrzostwo Ameryki Południowej. Grané nie zagrał w żadnym meczu.
W 1924 roku Grané przeszedł do klubu Corinthians São Paulo, gdzie grał do 1930 roku. Razem z klubem Corinthians czterokrotnie zdobył mistrzostwo stanu São Paulo – w 1924, 1928, 1929 i 1930.